# 50 great voices
50 great voices（フィフティ・グレイト・ヴォイスィズ）は、NPRが2010年に年間通じて特集した特別放送企画。

## 選考基準や企画意図
同時代や後世のミュージシャン達に多大な影響を与えたり、ある音楽ジャンルを切り拓く等の先駆者的な役割を果たした偉大な歌声を持ったアーティスト（歌手）を50人選定しよう、という音楽放送プロジェクト。
世界中の誰もが知っている超スーパー・スターの歌声を50人分、即ち「50 greatest voices」を選定しよう、という企画ではなく、（逆に言えば、そのようなスーパー・スターが「great voice」を持っているなどと、今更言う必要は、ないわけで…そうではなく、）この「50 great voices」を選定する、というのは、つまり、様々な音楽ジャンルで、同時代や後世のミュージシャン達に多大な影響を与えた先駆者的なアーティストだけれど、世間一般的には、それほどには、凄い、と（勿論、知ってる人は知っているが）広くは認知されてないような、そういう世界的アーティストを選び出しリスナーに紹介する、そういう意図の企画であり、音楽放送プロジェクトである。

## 発表方法
NPRの早朝の人気番組『モーニング・エディション（Morning Edition）』か夕方の人気番組『オール・スィングズ・コンスィダード（All Things Considered）』かのどちらかで、だいたい、1週間に1度くらいの頻度で、5～8分程度の内容の「50 great voices」のトピックを放送する、という形で、選ばれた50人を1年かけて紹介していく、という感じで特集は進んでいった。
しかし、最終的に、ラジオ放送の電波に乗る形で紹介されたアーティストは、47人だった。最後の残りの3人はWeb記事としてのみ発表・紹介された。

## 50 great voicesの一覧表
| 放送日（発表日） | タイトル 選出されたアーティスト                                                                 | ジャンル及びキーワード                                                    |
| ---------------- | ----------------------------------------------------------------------------------------------- | ------------------------------------------------------------------------- |
| 2010年01月25日   | Iggy Pop: The Voice As Weapon イギー・ポップ                                                    | ハードロック                                                              |
| 2010年02月01日   | Ahmad Zahir: The Voice Of The Golden Years アーマド・ザイーァ（英語: Ahmad Zahir）              | アフガニスタンの音楽 アフガンのエルヴィス                                 |
| 2010年02月08日   | Mahalia Jackson: Voice Of The Civil Rights Movement マヘィリア・ジャクソン                      | ゴスペル                                                                  |
| 2010年02月15日   | Maria Callas: Voice Of Perfect Imperfection マリア・カラス                                      | オペラ ソプラノ                                                           |
| 2010年02月22日   | Nusrat Fateh Ali Khan: The Voice Of Pakistan ヌスラト・ファテー・アリー・ハーン                 | カッワーリー ガザル フュージョン                                          |
| 2010年03月01日   | Asha Bhosle: The Voice Of Bollywood And More アシャ・ボスレ                                     | ボリウッド プレイバックシンガー インドの伝統音楽                          |
| 2010年03月08日   | Elis Regina: The Feeling Between The Notes エリス・ヘジーナ                                     | MPB ボサノヴァ                                                            |
| 2010年03月15日   | Umm Kulthum: 'The Lady' Of Cairo ウム・クルスーム                                               | アラブ音楽                                                                |
| 2010年03月22日   | Jackie Wilson: The Singer And The Showman ジャッキー・ウィルソン                                | R&B ソウル                                                                |
| 2010年03月29日   | Ella Fitzgerald: America's First Lady Of Song エラ・フィッツジェラルド                          | ジャズ ポップ・ミュージック                                               |
| 2010年04月05日   | Esma Redžepova: 'Queen Of The Gypsies' エスマ・レジェポヴァ                                     | ロマ音楽                                                                  |
| 2010年04月12日   | Sezen Aksu: The Voice Of Istanbul セゼン・アクス                                                | トルコのポップ・ミュージック                                              |
| 2010年04月19日   | Nat King Cole: An Incandescent Voice ナット・キング・コール                                     | ジャズ ポップ・ミュージック                                               |
| 2010年04月26日   | Dennis Brown: The 'Crown Prince' Of Reggae デニス・ブラウン                                     | レゲエ ラヴァーズ・ロック                                                 |
| 2010年05月03日   | Roy Orbison: A Great Voice, A Lonely Sound ロイ・オービソン                                     | ロック                                                                    |
| 2010年05月10日   | Radmilla Cody: Two Cultures, One Voice ラドミラ・コウディ （英語: Radmilla Cody）               | ナバホ族の音楽                                                            |
| 2010年05月17日   | Enrico Caruso, And Confessions Of An Operaholic エンリコ・カルーゾ                              | オペラ テノール                                                           |
| 2010年05月24日   | Lydia Mendoza: The First Lady Of Tejano リディア・メンドーサ                                    | テハノ ノルテーニョ                                                       |
| 2010年06月07日   | Janis Joplin: The Queen Of Rock ジャニス・ジョプリン                                            | ブルースロック サイケデリック・ロック                                     |
| 2010年06月14日   | Sandy Denny: Mercurial Queen Of British Folk Rock サンディ・デニー                              | ブリティッシュ・フォークロック                                            |
| 2010年06月21日   | Donny Hathaway: Neglected Heart Of Soul ダニー・ハサウェイ                                      | シカゴ・ソウル                                                            |
| 2010年06月28日   | The Many Voices Of Lauryn Hill ローリン・ヒル                                                   | R&B、ソウル ヒップホップ                                                  |
| 2010年07月12日   | Fairuz: Lebanon's Voice Of Hope フェイルーズ                                                    | アラブ音楽 レバノンの音楽                                                 |
| 2010年07月19日   | John McCormack: The Charming Irish Tenor ジョン・マコーマック （英語: John McCormack (tenor)）  | オペラ、テノール ポピュラー音楽 アイルランド                              |
| 2010年07月26日   | Khaled: The King Of Rai ハレド                                                                  | ライ                                                                      |
| 2010年08月02日   | Biggie Smalls: The Voice That Influenced A Generation ビギー・スモールズ                        | ヒップホップ                                                              |
| 2010年08月07日   | Björk: A Celestial Voice ビヨルク                                                               | オルタナティヴ・ロック アイスランド                                       |
| 2010年08月23日   | Twinkie Clark: Riffing On Gospel トゥインキー・クラーク （英語: Twinkie Clark）                 | ゴスペル音楽に即興演奏要素 を導入した先駆者                               |
| 2010年08月23日   | Irma Thomas: The Soul Queen Of New Orleans アーマ・タマス                                       | R&B、ソウル、ブルース ニューオリンズの音楽                                |
| 2010年08月30日   | Freddie Mercury: Rock 'N' Roll's Humble Showman フレディ・マーキュリー                          | ロック、ハードロック グラムロック                                         |
| 2010年09月06日   | Yossele Rosenblatt: The Cantor With The Heavenly Voice ヨセル・ローゼンブラット                 | ユダヤ音楽                                                                |
| 2010年09月13日   | Carlos Gardel: Argentina's Tango Maestro カルロス・ガルデル                                     | タンゴ                                                                    |
| 2010年09月20日   | Robert Plant: Born In England; Made In America ロバート・プラント                               | ロック                                                                    |
| 2010年09月27日   | Mohammad-Reza Shajarian: Protest Through Poetry モハンマドレザー・シャジャリヤーン              | ペルシャ音楽 イラン                                                       |
| 2010年10月04日   | Howlin' Wolf: Booming Voice Of The Blues ハウリン・ウルフ                                       | シカゴ・ブルース                                                          |
| 2010年10月11日   | Kitty Wells: The Queen Of Country Music キティ・ウェルズ                                        | カントリー ホンキートンク                                                 |
| 2010年10月18日   | Amália Rodrigues: The Voice Of Extreme Expression アマリア・ホドリゲス                          | ファド                                                                    |
| 2010年10月25日   | Celia Cruz: The Voice From Havana セリア・クルス                                                | サルサ ソン                                                               |
| 2010年11月02日   | Buika: The Voice Of Freedom コンチャ・ブイカ （英語: Concha Buika）                             | フラメンコ コプラ ソウル、ジャズ                                          |
| 2010年11月08日   | Plácido Domingo: The Spellbinding Voice Of A Titan Tenor プラシド・ドミンゴ                     | オペラ、テノール                                                          |
| 2010年11月15日   | Chavela Vargas: The Voice Of Triumph チャベラ・バルガス （英語: Chavela Vargas）                | ランチェラ                                                                |
| 2010年11月22日   | Billie Holiday: Emotional Power Through Song ビリー・ホリデイ                                   | ジャズ、ブルース トーチ・ソング                                           |
| 2010年11月29日   | Luther Vandross: The Velvet Voice ルーサー・ヴァンドロス                                        | コンテンポラリー・R&B ソウル、ポップ・ミュージック クワイエット・ストーム |
| 2010年12月06日   | Israel Kamakawiwoʻole: The Voice Of Hawaii イズリアル・カマカヴィヴォオレ                       | ハワイの音楽                                                              |
| 2010年12月13日   | George Jones: The Voice Of Heartbreak ジョージ・ジョーンズ                                      | カントリー ロカビリー                                                     |
| 2010年12月27日   | Youssou N'Dour: The Voice Of Senegal ユッスー・ンドゥール                                       | ンバラ セネガル                                                           |
| 2011年01月03日   | Camarón de la Isla: The Voice Of Flamenco カマロン・デ・ラ・イスラ （英語: Camarón de la Isla） | フラメンコ ヌエボ・フラメンコ                                             |
| 2011年01月11日   | Meredith Monk: A Voice For All Time メレディス・モンク                                          | アバンギャルド 現代音楽                                                   |
| 2011年02月01日   | Dianne Reeves: A Jazz Voice With Pop Sensibilities ダイアン・リーヴス                           | ジャズ                                                                    |
| 2011年03月08日   | Montserrat Caballé: A Voice Of Passionate Grandeur モンセラート・カバリェ                       | オペラ、ソプラノ ベルカント                                               |